# طیف‌سنجی نشر پرتو ایکس

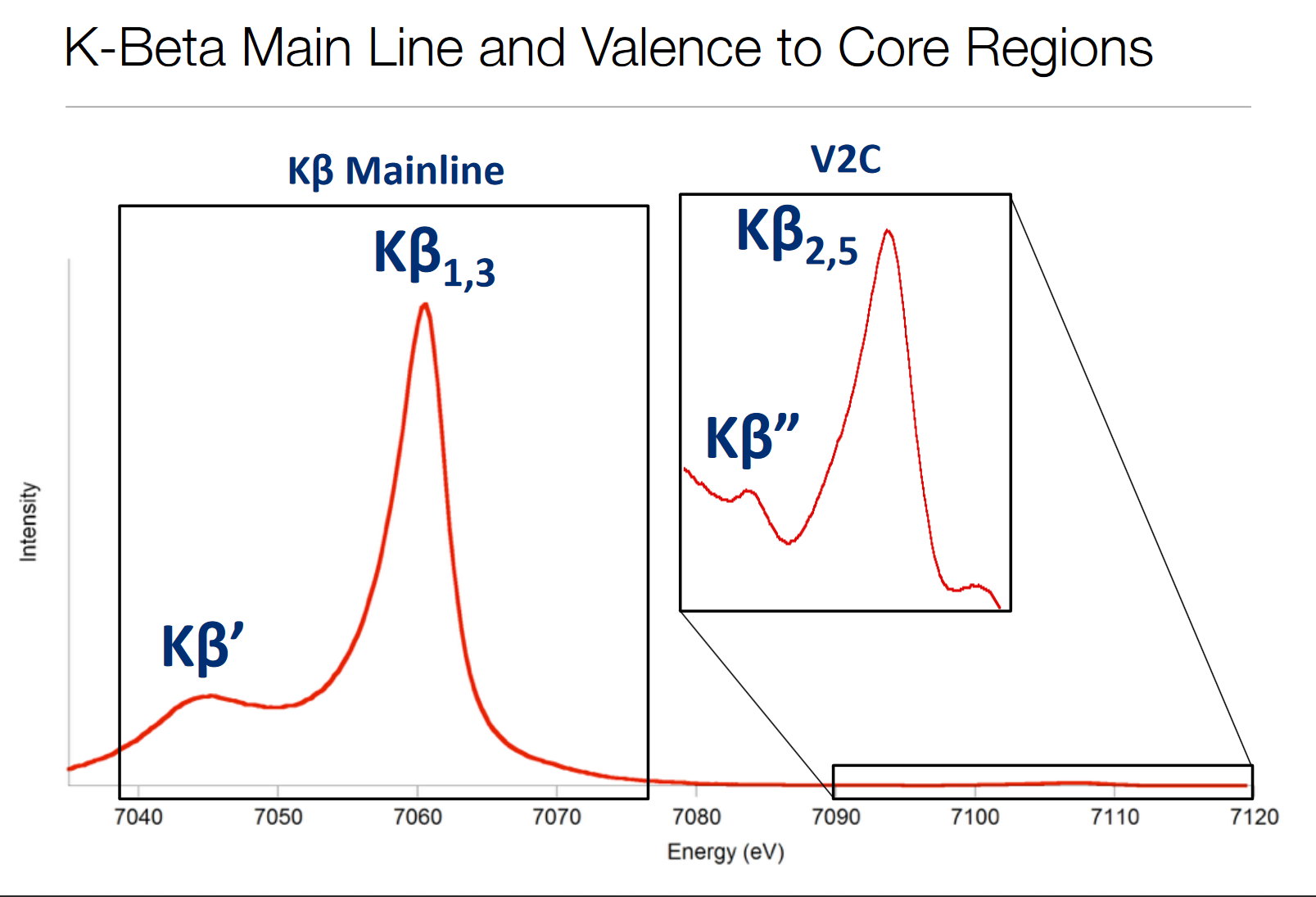
K-Beta Mainline و V2C

طیف‌سنجی نشر پرتو ایکس X-ray Emission Spectroscopy یا (XES) روشی از طیف‌سنجی پرتو ایکس است که در آن یک الکترون هسته‌ای به واسطه فوتون ورودی پرتو ایکس به سطح انرژی بالاتری تحریک می‌شود. بازگشت ماده به حالت پایه پس از این برانگیختگی، از طریق انتقال یک الکترون از سطوح بالاتر به موقعیت خالی ایجادشده در لایه‌های داخلی رخ می‌دهد و باعث انتشار یک فوتون پرتو ایکس با انرژی مشخص می‌شود. انرژی فوتون منتشر شده برابر با اختلاف انرژی بین سطوح الکترونی درگیر در این انتقال است. تحلیل وابستگی انرژی فوتون‌های خروجی در این روش، اطلاعات دقیقی در مورد تفاوت سطوح انرژی الکترونی و ساختار شیمیایی ماده فراهم می‌آورد،  بنابراین به عنوان یک ابزار قوی برای مطالعه ساختار الکترونی مواد مورد استفاده قرار گرفته است.همچنین این روش به‌عنوان تکنیک مکملی برای طیف‌سنجی جذب پرتو ایکس (XAS) نیز کاربرد دارد.

## دسته‌بندی XES بر اساس نوع برهم‌کنش
طیف‌سنجی نشر پرتو ایکس (XES) بر اساس نوع برهم‌کنش به دودسته اصلی تقسیم می‌شود:
1. طیف‌سنجی نشر پرتو ایکس غیر رز و نانسی (Non-resonant XES):در این دسته، شامل انواعی از اندازه‌گیری‌ها مانند {\displaystyle K_{\alpha }} و لانه به هسته و {\displaystyle K_{\beta }} می‌شود که در آن تحریک الکترون‌های داخلی توسط فوتون ورودی انجام می‌گیرد، بدون اینکه انرژی فوتون با تفاوت انرژی بین سطوح الکترونی هم‌خوانی داشته باشد. این نوع XES به‌ویژه برای تحلیل محیط شیمیایی و ساختار الکترونی ماده کاربرد دارد.
2. طیف‌سنجی نشر پرتو ایکس رزونانسی (Resonant XES (RXES)):این نوع از XES شامل اندازه‌گیری‌های دوبعدی مانند XXAS+XES، طیف‌سنجی جذبی پرتو ایکس با وضوح‌بالا، {\displaystyle RIXS2p3d} و اندازه‌گیری‌های ترکیبی Mössbauer-XES است. در این حالت، هم‌خوانی بین انرژی فوتون ورودی و اختلاف انرژی ترازها امکان جذب رزونانسی را فراهم می‌کند. این فرایند باعث می‌شود که بتوان تحلیل دقیق‌تری از ساختار الکترونی ماده به دست آورد[۴].

## دسته‌بندی XES بر اساس نوع دتکتور
طیف‌سنجی نشر پرتو ایکس (XES)بر اساس نوع دتکتور به دودسته اصلی تقسیم می‌شود:
1. پراش پرتو ایکس وابسته به انرژی (EDX): یک تکنیک تحلیلی است که برای شناسایی عناصر موجود در نمونه یا بررسی ترکیب شیمیایی آن به‌کار می‌رود. در این روش، پرتوهای ایکس به نمونه تابیده می‌شود و این پرتوها با  اتم‌های موجود در نمونه برهم‌کنش می‌کنند. هر عنصر در اثر این برهم‌کنش‌ها، امواج الکترومغناطیسی با طول‌موج و انرژی خاص خود را تولید می‌کند که به شکل قله‌هایی در طیف انرژی دیده می‌شوند. از آنجا که هر عنصر قله‌های مشخصی در طیف خود دارد، می‌توان با بررسی این قله‌ها عناصر مختلف نمونه را شناسایی کرد.
2. پراش پرتو ایکس وابسته به طول‌موج (WDS): در این روش، به‌جای انرژی، طول‌موج پرتوهای ایکس ساطع‌شده از نمونه اندازه‌گیری می‌شود. این تکنیک دقت و وضوح طیفی بیشتری نسبت به EDX دارد و می‌تواند در شناسایی عناصر با نزدیک‌ترین انرژی‌ها مؤثرتر باشد؛ ولی معمولاً به تجهیزات پیچیده‌تر و زمان بیشتر نیاز دارد[۵].

## تاریخچه

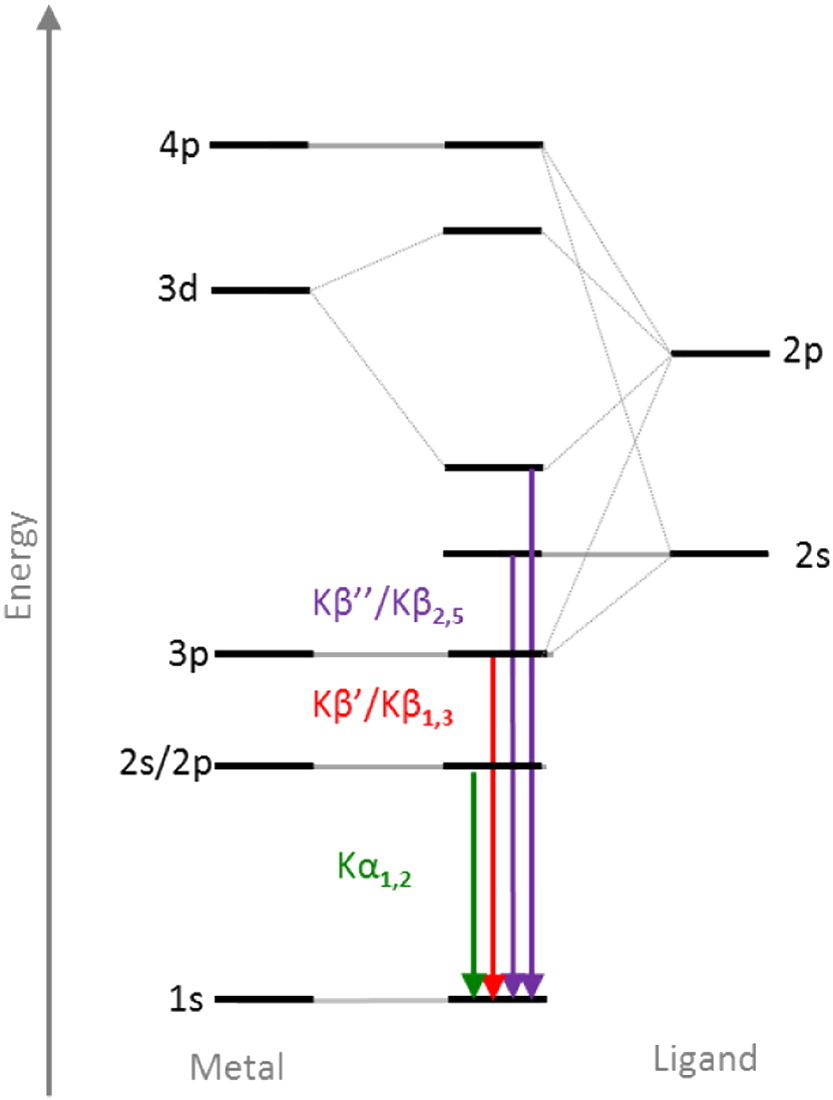
نمودار سطوح انرژی خطوط K

نخستین آزمایش‌های طیف‌سنجی نشر پرتو ایکس (XES) توسط لینده و لوندکویست در سال ۱۹۲۴ منتشر شد. در این مطالعات، آن‌ها از پرتو الکترونی یک لامپ پرتو ایکس برای برانگیختن الکترون‌های هسته‌ای و به دست آوردن طیف{\displaystyle K_{\beta }} از گوگرد و عناصر دیگر استفاده کردند. سه سال بعد، کاستر و درویوستین نخستین آزمایش‌ها را با استفاده از فوتون‌های پرتو ایکس برای برانگیختن الکترون‌ها انجام دادند. آن‌ها نشان دادند که پرتوهای الکترونی در طیف، نویز و اثرات جانبی ایجاد می‌کنند و در نتیجه، فوتون‌های پرتو ایکس جایگزین موثری برای ایجاد حفره در هسته محسوب شدند. پس از آن، آزمایش‌های بیشتری با استفاده از طیف‌سنج‌های تجاری و نیز طیف‌سنج‌های با وضوح بالا انجام گرفت.
اگرچه این مطالعات اولیه، بینش‌های بنیادی در مورد ساختار الکترونی مولکول‌های کوچک فراهم کردند، اما XES با ظهور پرتوهای پرانرژی در تأسیسات تابش سنکروترون به طور گسترده‌تری مورداستفاده قرار گرفت که امکان اندازه‌گیری نمونه‌های شیمیایی رقیق را فراهم کرد. علاوه بر پیشرفت‌های تجربی، پیشرفت‌های محاسباتی در شیمی کوانتومی نیز نقش مهمی در تبدیل XES به یک ابزار جذاب برای مطالعه ساختار الکترونی ترکیبات شیمیایی داشته است.
هنری موزلی، فیزیکدان بریتانیایی، نخستین کسی بود که رابطه‌ای میان خطوط {\displaystyle K_{\alpha }}و عدد اتمی عناصر کشف کرد که اساس طیف‌سنجی مدرن پرتو ایکس را شکل داد. این خطوط بعدها به‌عنوان ابزاری در آنالیز عنصری برای شناسایی محتوای نمونه‌ها به کار رفتند.

## ارتباط XES و XAS
طیف‌سنجی جذب پرتو ایکس (XAS) و طیف‌سنجی نشر پرتو ایکس (XES) به طور مستقیم با یکدیگر مرتبط هستند و هر دو اطلاعات مشترک و مکملی درباره ساختار محلی و الکترونیکی مواد فراهم می‌آورند.
در XAS، هنگامی که یک فوتون پرتو ایکس باانرژی مشخص به یک اتم برخورد می‌کند، اگر انرژی فوتون کافی باشد، می‌تواند یک الکترون از لایه داخلی، مانند الکترون 2p منگنز، را از اتم خارج کند و در نتیجه حفره‌ای در لایه 1s ایجاد کند. طیف جذب به چگالی الکترونی حالات غیر اشغال شده مربوط می‌شود و نشان‌دهنده تعداد و نوع سطوح انرژی در دسترس برای پر شدن است. این اطلاعات به ما کمک می‌کند تا بفهمیم چه سطوح الکترونی در نزدیکی انرژی فوتون ورودی وجود دارند و چگونه این سطوح با یکدیگر تعامل می‌کنند.
از سوی دیگر، در XES، پس از ایجاد حفره در نتیجه فرایند جذب فوتون، الکترون‌های دیگر از لایه‌های بالاتر می‌توانند به این حفره منتقل شوند و با ساطع کردن یک فوتون، انرژی اضافی را آزاد کنند. به همین دلیل، XES معمولاً به‌عنوان یک فرایند ثانویه در نظر گرفته می‌شود، زیرا به طور مستقیم وابسته به جذب اولیه فوتون در XAS است. طیف نشر به چگالی حالات اشغال شده مرتبط است و نشان‌دهنده الکترون‌هایی است که به حالت‌های الکترونی خالی منتقل می‌شوند.
ترکیب اطلاعات به‌دست‌آمده از XAS و XES به ما این امکان را می‌دهد که تصویر جامع‌تری از ساختار الکترونی و محیط شیمیایی مواد به دست آوریم. در نتیجه، این دو تکنیک به طور مؤثری مکمل یکدیگر هستند و به بررسی دقیق‌تر ویژگی‌های الکترونی در سیستم‌های مختلف کمک می‌کنند.

## دتکتورهای مونوکروماتور و پلی‌کروماتور در XES
در طیف‌سنجی نشر اشعه ایکس، هدف اندازه‌گیری اشعه‌های فلورسانسی منتشر شده از نمونه است. از آنجا که این اشعه‌ها در تمامی جهات منتشر می‌شوند، ابزار طیف‌سنجی باید زاویه پذیرشی وسیعی داشته باشد و در عین حال انرژی‌ها را با دقت بالا تمایز دهد. برای این منظور، دو نوع دتکتور مونوکروماتورها و پلی‌کروماتورها استفاده می‌شوند. اخیراً، نوع ترکیبی از این ابزارها توسعه یافته که بدون کاهش زاویه جامد پذیرفته شده، وضوح انرژی را افزایش داده است
1. دتکتور مونوکروماتور: این دتکتورها با طراحی هندسة تمرکزی رولند، اشعه فلورسانس را به زاویة برَگ دقیق هدایت می‌کنند و امکان دستیابی به‌وضوح انرژی بالا را فراهم می‌کنند. این نوع دتکتور بیشتر در WDS استفاده می‌شود که بر روی طول‌موج‌های خاص تمرکز دارد.
2. دتکتور پلی‌کروماتور: این دتکتورها با طراحی کریستال استوانه‌ای، پرتوها را به یک نقطه کانونی پلی کروماتیک متمرکز می‌کنند و می‌توانند طیف را به‌صورت هم‌زمان ثبت کنند. این ویژگی‌ها آن‌ها را برای آزمایش‌های سریع و آزمایش تک‌شات مناسب می‌سازد. پلی‌کروماتورها بیشتر در EDX استفاده می‌شوند، اما با نسبت سیگنال به نویز پایین‌تری همراه هستند و به پراکندگی ناخواسته حساس‌ترند.

در پژوهش‌های XES، نوع دتکتور و پارامترهای آن بر اساس ویژگی‌های مورد نیاز تنظیم می‌شود. طراحی‌های جدید امکان تغییر سریع این پارامترها را فراهم کرده و به محققان اجازه می‌دهد تا برای عناصر و نواحی مختلف طیفی به‌سرعت سوئیچ کنند.
1. ↑  Rachel Ross (دسامبر ۵, ۲۰۱۸). «What Is X-Ray Spectroscopy?». www.livescience.com.
2. ↑  «X-ray Emission Spectroscopy». www.diamond.ac.uk.
3. ↑  Zehan Yao (۲۰۲۰-۰۲-۰۴). «X-ray Spectroscopy». www.chemphys.lu.se.
4. 1 2 3  Bergmann, Uwe; Glatzel, Pieter (2009-12). "X-ray emission spectroscopy". Photosynthesis Research (به انگلیسی). 102 (2–3): 255–266. doi:10.1007/s11120-009-9483-6. ISSN 0166-8595. {{cite journal}}: Check date values in: |date= (help)
5. ↑  Scanning Electron Microscopy and X-ray Microanalysis. Springer. ژانویه ۲۰۰۳. doi:10.1007/978-1-4615-0215-9.
6. ↑  Lundquist, Osvald (1925-12-01). "Über dieKβ-Linien in den Röntgenemissionsspektra der Elemente Phosphor und Kalium". Zeitschrift für Physik (به آلمانی). 33 (1): 901–915. doi:10.1007/BF01328379. ISSN 0044-3328.
7. ↑  Coster, D.; Druyvesteyn, M. J. (1927-10-01). "Über die Satelliten der Röntgendiagrammlinien". Zeitschrift für Physik (به آلمانی). 40 (10): 765–774. doi:10.1007/BF01400235. ISSN 0044-3328.
8. ↑  Nordgren, J.; Bray, G.; Cramm, S.; Nyholm, R.; Rubensson, J.-E.; Wassdahl, N. (1989-07-01). "Soft x-ray emission spectroscopy using monochromatized synchrotron radiation (invited)". Review of Scientific Instruments. 60 (7): 1690–1696. doi:10.1063/1.1140929. ISSN 0034-6748.
9. ↑  Schülke، Winfried (۲۱ ژوئن ۲۰۰۷). Electron Dynamics by Inelastic X-Ray Scattering. Oxford University Press. doi:10.1093/oso/9780198510178.001.0001.
10. ↑  Hayashi, Hisashi; Kawata, Masaki; Takeda, Rumi; Udagawa, Yasuo; Watanabe, Yasuhiro; Takano, Takeshi; Nanao, Susumu; Kawamura, Naomi (2004-05-01). "A multi-crystal spectrometer with a two-dimensional position-sensitive detector and contour maps of resonant Kβ emission in Mn compounds". Journal of Electron Spectroscopy and Related Phenomena. Progress in Core-Level Spectroscopy of Condensed Systems. 136 (1): 191–197. doi:10.1016/j.elspec.2004.02.148. ISSN 0368-2048.
11. ↑  Huotari, S.; Vankó, Gy; Albergamo, F.; Ponchut, C.; Graafsma, H.; Henriquet, C.; Verbeni, R.; Monaco, G. (2005-07-01). "Improving the performance of high-resolution X-ray spectrometers with position-sensitive pixel detectors". Journal of Synchrotron Radiation (به انگلیسی). 12 (4): 467–472. doi:10.1107/S0909049505010630. ISSN 0909-0495.